# 米迦勒之舞
《米迦勒之舞》是一部2004年的臺灣電視劇，由曹瑞原執導，由牛奶、書偉、坤達、阿弟（以上四位是Energy成員）、李喜真、阿部力和阮經天主演，2004年7月4日起於臺灣電視台首播。故事以街舞為主題，描述善惡雙方的舞者為了爭奪天堂舞者的「第一尊位」而展開比舞大會的過程。

## 製作
《米迦勒之舞》是Energy首部戲劇演出，拍攝過程中發生不少意外事件，包括牛奶在吊鋼絲時受傷、阿弟在騎車前往拍戲場地時出車禍、在劇中飾演牧師的湯志偉扭傷腳踝等。

## 評價
《米迦勒之舞》首集平均收視率1.35，雖然不如預期但比上一檔進步，台視也可以接受這樣的成績。而觀眾普遍反應是劇情太過魔幻、難以理解。另外由於《米迦勒之舞》和《紫禁之巔》同以街舞為主題，因此引起有關抄襲的議論，而《紫禁之巔》製作人沈怡表示兩部戲完全不同。
《米迦勒之舞》入圍第40屆金鐘獎的戲劇節目連續劇編劇獎、音效獎、燈光獎和美術指導獎。